# Halnefjorden
El Halnefjorden es un lago de las provincias de Buskerud y Vestland en Noruega. Se reparte entre los municipios de Hol y Nore og Uvdal en Buskerud y Eidfjord en Hordaland. Con 13,61 km², es de los mayores lagos de la meseta de Hardangervidda. La ruta nacional noruega 7 recorre la costa norte del lago, siendo además el único acceso. Es un afluente del Numedalslågen.